# Hoshaiah Rabbah
 (signalé en mai 2025).
Si vous disposez d'ouvrages ou d'articles de référence ou si vous connaissez des sites web de qualité traitant du thème abordé ici, merci de compléter l'article en donnant les références utiles à sa vérifiabilité et en les liant à la section « Notes et références ».
- Archive Wikiwix
- Bing
- Cairn
- DuckDuckGo
- E. Universalis
- Gallica
- Google
- G. Books
- G. News
- G. Scholar
- Persée
- Qwant
- (zh) Baidu
- (ru) Yandex
- (wd) trouver des œuvres sur Wikidata

Hoshaiah Rabbah ou Hoshayya Rabbah (aussi "Roba", "Berabbi", hébreu : אושעיא בריבי) est un amoraïm (docteur de la torah)  palestinien de première génération (environ 200 après J.-C.),  un compilateur  de la Baraïta. Il est étroitement associé aux successeurs de Juda Hanassi, comme l'était son père (Hama) à Juda Hanassi lui-même.